# Barry Goldwater
Barry Morris Goldwater (ngày 2 tháng 1 năm 1909 - ngày 29 tháng 5 năm 1998) là một chính khách, doanh nhân người Mỹ, sĩ quan Không quân Hoa Kỳ và tác giả đã từng là Thượng nghị sĩ 5 nhiệm kỳ đến từ bang Arizona (1953–1965, 1969–1987) và là ứng viên của Đảng Cộng hòa trong cuộc bầu cử Tổng thống năm 1964. Goldwater thường được cho là người đã châm ngòi cho sự trỗi dậy của phong trào chính trị bảo thủ Mỹ trong những năm 1960. Bất chấp việc ông đã thất bại một cách áp đảo trong cuộc bầu cử tổng thống năm 1964, nhiều chuyên gia chính trị và sử gia tin rằng ông đã đặt nền móng cho cuộc "cách mạng bảo thủ" trong chính giới nước Mỹ, khi sự trỗi dậy của phái bảo thủ của Đảng Cộng hòa đã khởi đầu cho sự tái tổ chức lâu dài trong nền chính trị Hoa Kỳ; chính điều này đã giúp tạo ra cuộc "Cách mạng Reagan" (Reagan Revolution) của những năm 1980. Ông cũng có tác động đáng kể đến phong trào chủ nghĩa tự do Mỹ.
Barry Goldwater từng cố gắng thâm nhập các hầm cất giấu tại Căn cứ Không quân Wright-Patterson, nơi đặt trụ sở Dự án Blue Book, trong suốt “kỷ nguyên hoàng kim” của UFO thuộc thập niên 1960, và mô tả nỗ lực tiếp cận bằng chứng UFO của mình bằng một loạt thư ông viết để trả lời yêu cầu nhiều năm sau đó. Là một phi công có bằng và là thiếu tướng không quân về hưu, Goldwater đã nghiên cứu các báo cáo danh tiếng của phi công và có mối quan tâm lâu bền đối với đề tài này. Ông tin rằng có tồn tại một chương trình UFO bí mật.
Trong bức thư gửi một nhà nghiên cứu vào năm 1981, Goldwater nói rằng trong nỗ lực này, "Tôi đã nhận được một loạt lời từ chối của hết sếp này đến sếp khác, vì vậy nên tôi bỏ cuộc... thứ này đã trở nên quá bí mật, cho dù tôi công nhận là phần lớn đã được công bố nhưng chẳng qua không thể lấy được bất cứ điều gì từ nó cả". Và năm 1983, ông viết: "Tôi không biết ai kiểm soát dòng 'cần-phải-biết' bởi vì thành thật mà nói, người ta nói với tôi bằng giọng dứt khoát rằng đây không phải việc của tôi, đến nỗi kể từ bấy đến giờ tôi chẳng còn cố gắng dây vào nó nữa".
Ngày 28 tháng 3 năm 1975, Goldwater viết cho Shlomo Arnon rằng: "Chủ đề về UFO đã khiến tôi quan tâm từ lâu. “Cách đây khoảng mười đến mười hai năm, tôi đã cố gắng tìm hiểu xem có gì trong tòa nhà ở Căn cứ Không quân Wright-Patterson, nơi lưu giữ thông tin mà Không quân thu thập từ trước đến nay, và dễ hiểu là yêu cầu của tôi bị từ chối. Nó vẫn được xếp loại trên cả Tối Mật”,." Goldwater viết thêm là có tin đồn rằng bằng chứng sẽ được tung ra, và ông ấy "cũng nóng lòng muốn xem tài liệu này như mọi người vậy, và tôi hy vọng chúng ta sẽ không phải đợi lâu nữa". Ngày 25 tháng 4 năm 1988, tờ The New Yorker có thực hiện một cuộc phỏng vấn với Goldwater, được ông kể lại những nỗ lực hòng giành quyền tiếp cận căn phòng này. Ông từng làm như vậy một lần nữa trong cuộc phỏng vấn với chương trình Larry King Live vào năm 1994, nói rằng:
“Tôi nghĩ là Chính phủ có biết. Tôi không thể chắc chắn về điều này, nhưng tôi nghĩ rằng tại sân bay Wright-Patterson, nếu như có thể vào được những nơi nhất định, anh sẽ phát hiện ra Không quân và Chính phủ biết gì về UFO ... Tôi đã gọi điện cho Curtis LeMay và nói, 'Thưa tướng quân, tôi biết chúng ta có một căn phòng ở Wright-Patterson chứa đựng tất cả những thứ bí mật này. Tôi có thể vào đó hay không?' Chưa bao giờ tôi thấy ông nổi cáu cả, nhưng ông đã nổi cơn tam bành với tôi, chửi rủa tôi và nói, 'Đừng bao giờ hỏi tôi câu đó nữa!'.